# Споменик природе Црни Бор
Црни Бор у клисури реке Ибар налази се у јужном делу централне Србије. Смештен је у општини Краљево, у клисури реке Ибар, која тече на простору древне српске државе Рашке. Сама клисура, једна је од најдужих и најлепших клисура, позната још и као "Долина краљева" по мноштву манастира који су дуж долине реке подизали српски краљеви.

## Црни Бор
Црни Бор расте на усамљеном кречњачком одсеку у средњем току Ибра. Висина Бора је виша од 10 метара, док је ширина крошње пречника 10 метара. Старост Бора је око 200 година. Црни Бор води порекло из Шпаније. Изузетно је издржљив и отпоран на све временске услове (снег, киша, ветар, лед, хладноћа...). Осим што је веома отпоран на екстремне услове, црни бор је и изузетно дуговечан, тако да може доживети и 500 година. Расте готово на свим типовима земљишта, на песковитим, глиновитим , чак и неплодним врстама земљиштва. Уз сам Бор који доминира у овом делу клисуре, стоји скулптура српског војника који стражари. Споменик је подигнут 1927. године у знак сећања на војнике који су дали живот борећи се у Балканским ратовима и Првом светском рату.

## Туризам
Бистри Ибар у пролећном и летњем периоду постаје место за релаксацију и одмор.Река је погодна за риболов, сплаварење и кајакаштво. Дуж реке налази се мноштво српских средњовековних манастира као што су: Сопоћани,Ђурђеви Ступови као и Петрова црква, који су под заштитом "Организације Уједињених нација за образовање, науку и културу (УНЕСКО)" од 1979. године. Затим манастири Црна река, Нова Павлица, Стара Павлица, Кончул, Жича. Уз саму клисуру налази се и парк природе Голија у којем су смештени Студеница и Градац. Велики број средњовековних манастира у долини реке доводи до закључка да је овај део Србије изузетно погодан за Туризам.

## Занимљивости
Овај предео се још назива и "Долина Јоргована" или "Долина векова". По народном предању, краљ Урош је дуж долине Ибра посадио јорговане из љубави према својој жени Јелени Анжујској. У близини се налази и средњовековна тврђава (град) Маглич. За Маглич кажу да је саграђен првом половином 13.века. Град има 7 кула по 10 метара, и централну кулу која је дупло виша од осталих.